# Boone (Iowa)
Boone település az Amerikai Egyesült Államok Iowa államában, [[|Des Moines To megyében]], melynek megyeszékhelye is. Lakosainak száma 12 460 fő (2020. április 1.).

## Népesség
A település népességének változása:

| 2010 | 12 661 |
| 2020 | 12 460 |